# 約翰遜鎮區 (伊利諾伊州克拉克縣)
約翰遜鎮區（英語：Johnson Township）是位於美國伊利諾伊州克拉克縣的一個行政鎮區。

## 地方資料
根據2010年美國人口普查的數據，約翰遜鎮區的面積為94.70平方千米，當中陸地面積為94.40平方千米，而水域面積為0.30平方千米。當地共有人口375人，而人口密度為每平方千米3.96人。